# Podokoniose
Die Podokoniose (griechisch πούς, Genitiv ποδός „Fuß“ und κονία, konia „Staub“) ist eine nicht-infektiöse Art der Elephantiasis. Sie wird auch endemische, nicht-filariöse Elephantiasis, „Mossy Foot“-Krankheit, Elefantenfußkrankheit, oder Price-Krankheit („Morbus Price“) genannt.

## Verbreitung
Podokoniose ist im Hochland des tropischen Afrika, Zentralamerika und Nordindien verbreitet. Eine hohe Prävalenz haben: Uganda, Tansania, Kenia, Ruanda, Burundi, Kamerun, Sudan und Äthiopien. In Äthiopien ist Podokoniose in einem Fünftel der Landesfläche endemisch und in Endemiegebieten weitaus häufiger als AIDS. Verschiedene Studien zeigen Prävalenzen bis zu 9,1 %. Vermutlich handelt es sich in Äthiopien um eine Million Podokoniose-Erkrankte, 64 % davon im erwerbsfähigen Alter.

## Unterscheidung zur filariösen Elephantiasis
Podokoniose gehört zu den tropischen Lymphödemen und beginnt in den Füßen, von wo aus sie sich über die Beine bis hoch zu den Knien, nur selten auch weiter bis zur Leiste ausbreitet, während die durch Parasiten (Filarien) verursachte und durch Mücken übertragene filariöse Elephantiasis oder lymphatischen Filariose (LF) meist zuerst an den Leisten sichtbar wird. Ein weiteres Unterscheidungskriterium ist, dass die Podokoniose im Gegensatz zur Filariose meist beidseitig und zudem vorzugsweise in Hochlandlagen auftritt, während LF eher in Höhenlagen unterhalb von 1000 Metern über dem Meeresspiegel verbreitet ist.

## Ursache
Die Ursache der Podokoniose sind Mikropartikel, die in Böden mit einem hohen Gehalt roter Laterite vulkanischen Ursprungs vorkommen. Diese Partikel dringen bei Menschen, die barfuß laufen, durch die intakte Haut ins subkutane Gewebe ein, wo sie zu einem entzündlichen Prozess führen. Ödeme und anschließende Fibrosierung der Lymphbahnen und Lymphknoten verkleinern bzw. verschließen das Lumen der Lymphbahnen, wodurch es zu einem Abflussstau der Lymphe kommt. Über Jahre entwickelt sich daraus schließlich das Bild eines bilateralen asymmetrischen Lymphödems der unteren Extremitäten, meistens bis unterhalb des Knies.

### Geologische und klimatische Faktoren
- Regionen mit roter, silikatreicher Erde vulkanischen Ursprungs (Quarz, Aluminium, Magnesium, Eisen, Alkalimetalle wie Natrium und Kalium)
- Hochlandregionen mit einer Höhe von über 1000 Metern über dem Meeresspiegel
- Ausreichender saisonaler Regenfall (mehr als 1000 mm jährlich)

### Genetischer Faktor
Die zur Podokoniose führende Entzündungsreaktion tritt nur bei Vorliegen einer entsprechenden genetischen Prädisposition auf, so dass nicht alle barfuß laufenden Menschen, sondern nur eine Minderheit von ihnen schließlich erkrankt.

### Armutsfaktor
Meist ist die arme Landbevölkerung betroffen, vornehmlich Bauern/Bäuerinnen, aber auch Minenarbeiter/-innen, die aus Armutsgründen barfuß ihrer Arbeit nachgehen müssen. Auch tritt die Krankheit häufig bei Weberinnen und Webern auf, die barfuß auf dem Boden sitzen. Schuhe sind für die meisten Menschen der ländlichen Bevölkerung ein unbezahlbarer Luxus. Auch sind robuste und widerstandsfähige sowie komplett geschlossene Schuhe z. B. in den ländlichen Regionen Äthiopiens eine Marktlücke.

## Pathologie

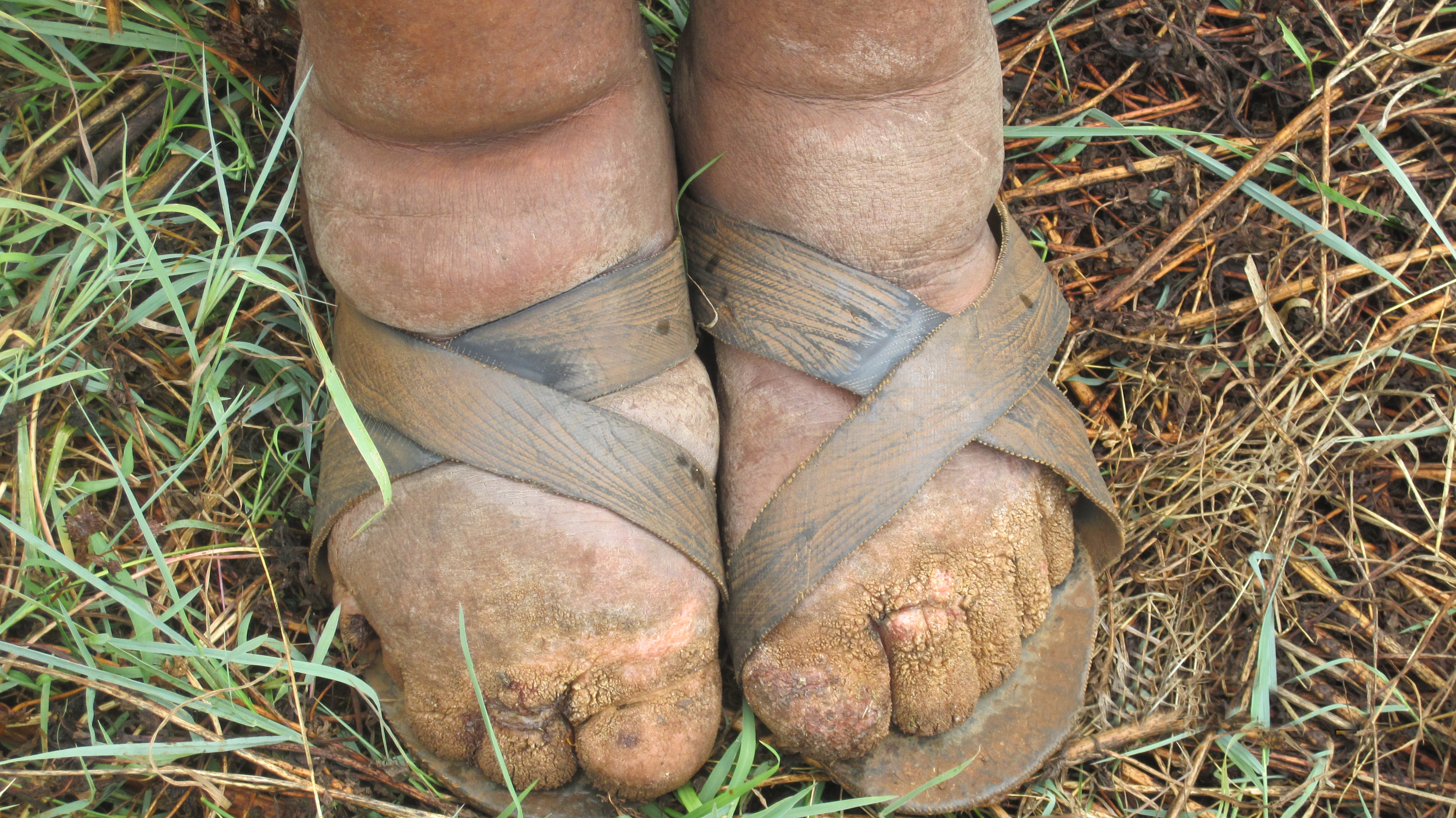
Podokoniose

Podokoniose äußert sich durch massive Schwellungen der Füße und Beine. Meist tritt die Krankheit unabhängig vom Geschlecht in der ersten und zweiten Dekade eines Menschenlebens auf. Anschließend wächst die Prävalenz ständig und erreicht ihren Höhepunkt in der sechsten Lebensdekade.

### Prodromale Symptome
Das klinische Bild beginnt mit dem Stadium der Prä-Elephantiasis mit einigen Prodromalsymptomen:
- brennende Füße und Beine, meist nachts
- leichte Schwellungen der mittleren Zehen
- juckende Füße
- pochende große Zehen
- Pilz- und Bakterieninfektionen der betroffenen Haut
- raue, dicke Haut, manchmal mit warzenähnlichen Auswüchsen
- gräulich verfärbte Haut
- starker, unangenehmer Geruch
- Spreizung des Vorderfußes
- Ödeme an der Fußsohle mit entweichender Gewebeflüssigkeit
- Hyperkeratose mit moosartiger Formung der Papillome
- steife Zehen

### Fortschreitende Symptome
Durch den hohen Gewebedruck des Lymphödems kommt es zu einer Verdickung von Dermis und Epidermis mit exzessiver Keratinproduktion im Sinne einer Papillomatosis cutis, wodurch die betroffene Haut eine Podokoniose-typische, moosartige Konsistenz bekommt. Die Sensibilität der peripheren Nerven an den Zehen und dem Vorfuß bleibt dabei erhalten. Im Verlauf der Erkrankung können sogar die Zehenzwischenräume zusammenwachsen, wobei es zur Ankylose der interphalangealen Gelenke kommt. Podokoniose geht häufig mit einer akuten Adenolymphangitis (ALA) einher: eine schmerzhafte Entzündung der Füße und Beine mit geschwollenen Lymphknoten und Fieber. (Diese scheinen mit dem Wassersack-Typ in Verbindung zu stehen.) Ein häufiges, sehr unangenehmes Symptom ist der Gestank, der von dem entzündlichen Gewebe ausgeht.
Bei den fortschreitenden Symptomen kann man zwei Typen unterscheiden:
- Wassersack-Typ („water bag type“): Die Schwellungen sind weich und geben auf Druck nach.
- Lederartiger Typ („leathery type“): Die Schwellungen sind hart und fibrotisch mit verhärtenden Gewebeknoten.

## Folgen

### Ökonomische Folgen
Podokoniose hat einen großen negativen Einfluss auf gesellschaftliche und wirtschaftliche Aspekte des Lebens der Betroffenen. Häufig ist es ihnen unmöglich zu laufen oder alltägliche Arbeiten und Aufgaben in der Familie zu verrichten. Da beispielsweise Arbeitgeber/-innen Angst vor Ansteckung haben, verlieren zusätzlich viele Betroffene ihren Arbeitsplatz und verarmen. Studien belegen einen durch die Erkrankung bedingten durchschnittlichen Verlust der Arbeitskraft um 45 Prozent pro Jahr. 2005 ergaben Schätzungen, dass durch die Krankheit in der Wolaita-Zone im Süden Äthiopiens (1,5 Millionen Einwohner) 16 Millionen Dollar pro Jahr eingebüßt werden. Damit ergeben sich wirtschaftliche Verluste von 200 Millionen Dollar pro Jahr in ganz Äthiopien. Die Betroffenen gaben an, weniger (21,9 %) und seltener (44,9 %) zu arbeiten oder komplett aufgehört zu haben (8 %). 96,4 % haben eine Verringerung/Verschlechterung ihres Einkommens bemerkt.

### Stigmatisierung
Die Betroffenen leben als Ausgestoßene. Gründe sind der Geruch der entzündeten Haut, aber auch mangelnde Aufklärung über die Ursache der Krankheit. Durch die Beobachtung von familiären Häufungen der Podokoniose ist die Annahme weitverbreitet, dass die Erkrankung vererbt wird. Durch die Podokoniose stigmatisiert, werden die Betroffenen diskriminiert, vor allem aus Angst vor Ansteckung. Manche führen die Erkrankung auf „Hexerei“ oder einen Fluch zurück, andere glauben, man stecke sich an, indem man die gleichen Waschgefäße benutzt. Solche Unkenntnis führt nicht selten dazu, dass die Kranken wie Aussätzige behandelt werden: Betroffene werden aus der Kirche, der Moschee und von Gemeindetreffen ausgeschlossen; Kinder und Jugendliche dürfen nicht mehr in die Schule gehen; es wird ihnen unmöglich, eine Ausbildung zu erhalten; niemand will in die betroffenen Familien einheiraten. Somit drängt man die Betroffenen häufig zu einem Leben als Bettler, manche verhungern sogar. Podokoniose ist häufig eine „versteckte Krankheit“, da Familien die Betroffenen verborgen halten, um der Beschämung in der Gemeinde zu entgehen. Da sie auch vom Gesundheitswesen der Regierung Zurückweisung erfahren, sind sie in ihrem Dilemma gefangen, ohne Aussicht auf einen Ausweg. Ohne Hilfe sind sie dazu prädestiniert, die Ärmsten der Armen zu werden.

## Vorbeugung und Behandlung
Die primäre Prävention (= Vermeidung der Erkrankung) besteht allem voran im Tragen von Socken und schützendem, festem Schuhwerk, welches am besten aus stabilem Leder gefertigt ist.
Die sekundäre Prävention (= Verhinderung der Progression der Erkrankung) beinhaltet:
- die Schulung der Betroffenen in einfachen, doch strikten Hygienemaßnahmen
- das tägliche Füßewaschen mit Seife und Wasser
- das Auftragen von Antiseptika und Hautcreme
- das konsequente Tragen von geschlossenen Schuhen.

Auch Kompressionsverbände führen zu einer kontinuierlichen Besserung der Symptome. Diese Maßnahmen erfordern eine lebenslange Einhaltung durch den Patienten.
Die tertiäre Prävention ist mit der chirurgischen Therapie (Shaving-Operation) gleichzusetzen und wird selten eingesetzt.

## Geschichte
Das Krankheitsbild ist bereits seit über 1000 Jahren bekannt, doch wurde erst gegen Ende des 19. Jahrhunderts erkannt, dass es sich um eine geochemische, nicht-filariöse Elephantiasis handelt, die im Zusammenhang mit Barfußlaufen stehen muss. Podokoniose wurde bis 2011 unspezifisch als nichtfilariöses Lymphödem in der medizinischen Literatur geführt.